# 布塔吉拉
布塔吉拉（Butajira）是埃塞俄比亞中南部南方各族州古拉蓋地區的小鎮，座標8°7′N 38°22′E / 8.117°N 38.367°E，海拔2,131米。鎮內有電力供應、電話和郵政服務。根據埃塞俄比亞中央統計局2005年人口普查的資料，布塔吉拉總人口數約37,163，其中男性17,749人，女性19,414人。